# Arizona State Route 48
Arizona State Highway 48, auch bekannt als Fain Road, ist ein Highway im US-Bundesstaat Arizona, der von Nordwesten in südöstlicher Richtung verläuft.
Der Highway beginnt an der Arizona State Route 89A und endet nahe Prescott Valley an der Arizona State Route 69 und wurde als Ortsumgehung für Prescott Valley gebaut. Die State Route hat momentan die kleinste Nummer im Arizona State Route System. Sie besteht aus zwei Fahrspuren, wurde aber für den Ausbau auf vier Fahrspuren vorbereitet.